# Київський міжнародний університет
Приватний заклад вищої освіти «Київський міжнародний університет» (КиМУ) — заклад вищої освіти в Україні. Засновано в 1994 році. КиМУ акредитовано за четвертим, найвищим рівнем акредитації. Освітню діяльність університет здійснює відповідно до ліцензії МОН України про надання освітніх послуг. Розташований у Святошинському районі міста Києва.

## Історія університету
Історія КиМУ розпочалася з 1994 року, коли Хачатур Володимирович Хачатурян висловив ідею про створення закладу вищої освіти з метою підготовки для незалежної України фахівців-дипломатів, які змогли б заповнити вакуум, що існував тоді в Україні на терені східної дипломатії. Цю ідею було підтримано провідними політиками і дипломатами незалежної Української держави. У своєму становленні КиМУ пройшов декілька етапів: початок покладено Центром інтенсивного вивчення іноземних мов «Knowledge», де метод інтенсиву професора Хачатуряна Х. В. підтвердив ефективність нових технологій навчання іноземним мовам; визнання Міністерством освіти і науки України Міжнародного інституту лінгвістики і права як закладу вищої освіти і надання йому права на освітню діяльність; перетворення Міжнародного інституту лінгвістики і права в Київський міжнародний університет.
Нині у структуру університету входять 6 інститутів (інститути лінгвістики та психології; міжнародних відносин; журналістики, кіно і телебачення; театрального та музичного мистецтва; юридичний; медичний), 5 факультетів (економічний; фармацевтичний; стоматологічний; будівництва та архітектури; інформаційних технологій).
У забезпеченні освітнього процесу бере участь 22 кафедри: іноземних мов; слов'янської філології та загального мовознавства; комп'ютерних наук; міжнародних відносин і туризму; міжнародного права та порівняльного правознавства; публічно-правових дисциплін; теоретичних та приватноправових дисциплін; соціальних комунікацій; аудіовізуального мистецтва та виробництва; сценічного мистецтва; музичного мистецтва; германських мов та перекладу; психології та педагогіки; економіки, підприємництва, менеджменту; будівництва та архітектури; фармації, технології ліків та фармацевтичного менеджменту; хімії та фармакогнозії; стоматології; хірургічної, ортопедичної стоматології та ортодонтії; загальної медицини; клінічних дисциплін та медсестринства.
За роки своєї роботи Київський міжнародний університет випустив більше 15 тисяч фахівців з міжнародних відносин, права, економіки, лінгвістики, журналістики, психології тощо.

## Основні завдання університету
- розбудова університету як навчального, наукового й просвітницького закладу України та включення його до міжнародної мережі вищих навчальних закладів;
- підготовка згідно з потребами суспільства і договірними зобов'язаннями фахівців з іноземних мов та інших гуманітарних наук, з права, міжнародних відносин, міжнародного права, міжнародних економічних відносин, журналістики, сценичного мистецтва, менеджменту, архітектури, медицини, стоматології та інших спеціальностей;
- проведення науково-дослідної роботи.

## Науково-педагогічний склад
Навчальний процес забезпечують в університеті висококваліфіковані науково-педагогічні працівники, серед яких 80 % — доктори та кандидати наук, 10 — академіками та членами-кореспондентами державних галузевих академій наук, закордонних академій та асоціацій, 22 мають звання «Заслужений діяч науки і техніки», «Заслужений діяч мистецтв», «Заслужений артист України», «Заслужений юрист України».
Університет пишається видатними науковцями, які відомі не лише в нашій державі, а й далеко за її межами, а саме: професори Х. В. Хачатурян, Р. П. Іванченко, І. П. Ющук, О. Н. Мушкудіані, С. М. Мартиненко, Л. А. Савченко, Л. М. Щербак та ін.

## Відомі випускники
Випускники університету працюють у посольствах України у Великій Британії, Канаді, Іспанії, Лівії, Нігерії, Данії, Нідерландах, США, на радіо і телебаченні, у юридичних компаніях, очолюють компанії і мають власний бізнес, поповнили плеяду українських науковців у галузі філології та юриспруденції.
- Олександр Жеребко — український режисер, актор, телеведучий та науковець.
- Максим Бахматов — український шоумен, телеведучий, продюсер, КВНщик.
- Фоззі (Олександр Сидоренко) — український музикант, співак у стилі хіп-хоп та телеведучий, учасник гурту Танок на Майдані Конго.[2]
- Максим Сікора — український телеведучий та журналіст.
- Юрій Йосифович — український співак, колишній учасник гурту KURBASY.
- Віталій Журавський — український політик, доктор політичних наук, доктор юридичних наук, академік Національної академії правових наук України, академік Української академії політичних наук, заслужений діяч науки і техніки України, народний депутат України III, VI та VII скликань.[3][4]
- Тетяна Чорновол — українська журналістка, екс-кореспондент видань Лівий берег, Українська правда, Обозреватель, народний депутат України VIII скликання.
- Тамара Горіха Зерня (Тамара Дуда) — українська письменниця. Авторка роману «Доця», який був відзначений, як книга року BBC[5].
- Володимир Крейденко — народний депутат України 9-го скликання від партії «Слуга народу» .
- Ольга Василевська-Смаглюк — українська журналістка, народна депутатка України 9-го скликання від партії «Слуга народу». та ін.

## Структура університету
У структуру університету входять 6 інститутів (інститути лінгвістики та психології, міжнародних відносин, журналістики, кіно і телебачення, юридичний, театрального мистецтва, медичний), 6 факультетів (музичний; економічний, фармацевтичний, стоматологічний, будівництва та архітектури, інформаційних технологій).

### Інститути та факультети[8]
- Інститут міжнародних відносин[9]
- Інститут лінгвістики та психології[10]
- Інститут журналістики, кіно і телебачення[11]
- Інститут театрального мистецтва[12]
- Юридичний інститут[13]
- Медичний інститут[14]
- Факультет музичного мистецтва[15]

- Економічний факультет[16]
- Факультет будівництва та архітектури[17]
- Фармацевтичний факультет[18]
- Стоматологічний факультет[19]
- Факультет інформаційних технологій[20]

## Спеціальності
Освітньо-кваліфікаційний рівень передвищої та вищої освіти / освітній ступінь:
Молодший бакалавр:
- 021 Аудіовізуальне мистецтво та виробництво[21]
- 025 Музичне мистецтво[21]
- 026 Сценічне мистецтво[21]
- 032 Історія та археологія[21]
- 035 Філологія[21]
- 051 Економіка[21]
- 061 Журналістика[21]
- 073 Менеджмент[21]
- 076 Підприємництво, торгівля та біржова діяльність[21]
- 081 Право[21]
- 122 Комп'ютерні науки[21]
- 191 Архітектура та містобудування[21]
- 192 Будівництво та цивільна інженерія[21]
- 221 Стоматологія[21]
- 226 Фармація, промислова фармація[21]
- 242 Туризм[21]

Бакалавр:
- 021 Аудіовізуальне мистецтво та виробництво[22]
- 022 Дизайн[22]
- 025 Музичне мистецтво[22]
- 026 Сценічне мистецтво[22]
- 035 Філологія[22]
- 051 Економіка[22]
- 052 Політологія[22]
- 053 Психологія[22]
- 061 Журналістика[22]
- 072 Фінанси, банківська справа та страхування[22]
- 073 Менеджмент[22]
- 076 Підприємництво, торгівля та біржова діяльність[22]
- 081 Право[22]
- 122 Комп'ютерні науки[22]
- 191 Архітектура та містобудування[22]
- 192 Будівництво та цивільна інженерія[22]
- 223 Медсестринство[22]
- 226 Фармація, промислова фармація[22]
- 242 Туризм[22]
- 291 Міжнародні відносини, суспільні комунікації та регіональні студії[22]
- 292 Міжнародні економічні відносини[22]
- 293 Міжнародне право[22]

Магістр
- 011 Освітні, педагогічні науки[22]
- 014 Середня освіта[22]
- 015 Професійна освіта (за спеціалізаціями)[23]
- 021 Аудіовізуальне мистецтво та виробництво[22]
- 035 Філологія[22]
- 052 Політологія[22]
- 053 Психологія[22]
- 061 Журналістика[22]
- 073 Менеджмент[22]
- 081 Право[22]
- 221 Стоматологія[22]
- 222 Медицина[22]
- 226 Фармація, промислова фармація[22]
- 242 Туризм[22]
- 281 Публічне управління та адміністрування[22]
- 291 Міжнародні відносини, суспільні комунікації та регіональні студії[22]
- 292 Міжнародні економічні відносини[22]
- 293 Міжнародне право[22]

Доктор філософії
- 015 Професійна освіта (за спеціалізаціями)[22]
- 051 Економіка[22]
- 081 Право[22]

Доктор наук
- 015 Професійна освіта (за спеціалізаціями)[24]

## Аспірантура
Відділ аспірантури є самостійним структурним підрозділом ПЗВО «Київський міжнародний університет» і підпорядковується проректору з науково-педагогічної роботи.
Відділ аспірантури Київського міжнародного університету займається організацією підготовки науково-педагогічних, наукових кадрів вищої кваліфікації — організація підготовки здобувачів третього (освітньо-наукового) рівня вищої освіти ступеня доктора філософії з відривом і без відриву від виробництва, а також доктора наук (у разі прийому на підготовку докторантів).
В аспірантурі КиМУ здійснюється підготовка здобувачів третього (освітньо-наукового) рівня вищої освіти ступеня доктора філософії (PhD) за спеціальностями:
- 015 — Професійна освіта (за спеціалізаціями) галузі знань 01 Освіта/Педагогіка[26][27][28][29];
- 051 — Економіка галузі знань 05 Соціальні та поведінкові науки[26];
- 081 — Право галузі знань 08 Право[26][30][31].

Освітньо-наукові програми підготовки докторів філософії (PhD) у ПЗВО «Київський міжнародний університет»:
1. Освітньо-наукова програма «Професійна освіта»[26][27][32]
  - Реалізується на кафедрі психології та педагогіки КиМУ[33]
  - Гарант ОПН «Професійна освіта» — д. пед. н., проф. С. М. Мартиненко[34][35]
  - Обсяг освітньої складової ОНП «Професійна освіта» — 50 кредитів ЄКТС[36][37][32]
2. Освітньо-наукова програма «Економіка»[26]
  - Згідно з даними із ЄДЕБО освітня програма впроваджується у 2023 році, набір здобувачів на ОНП ще не здійснювався[26].
3. Освітньо-наукова програма «Право»[26][30][38]
  - Реалізується кафедрою публічноправових дисциплін КиМУ та кафедрою теоретичних та приватноправових дисциплін КиМУ[39][40]
  - Гарант ОПН «Право» — д. ю. н., проф. А. А. Коваленко[41][42]
  - Обсяг освітньої складової ОНП «Право» — 50 кредитів ЄКТС[36][43][38]

За інформацією Єдиної державної електронної бази з питань освіти в аспірантурі Київського міжнародного університету на 2023 рік проходять підготовку понад 50 здобувачів ступеня доктора філософії та щонайменше 1 здобувач ступеня доктора наук.

## Кафедри
- Кафедра міжнародних відносин та туризму
- Кафедра міжнародного права та порівняльного правознавства
- Кафедра комп'ютерних наук
- Кафедра іноземної філології та перекладу
- Кафедра слов'янської філології та загального мовознавства
- Кафедра публічноправових дисциплін
- Кафедра теоретичних та приватноправових дисциплін
- Кафедра соціальних комунікацій
- Кафедра аудіовізуального мистецтва та виробництва
- Кафедра сценічного мистецтва
- Кафедра музичного мистецтва
- Кафедра психології та педагогіки
- Кафедра економіки, підприємництва, менеджменту
- Кафедра будівництва та архітектури
- Кафедра стоматології
- Кафедра хірургічної, ортопедичної стоматології та ортодонтії
- Кафедра загальної медицини
- Кафедра клінічних дисциплін та медсестринства
- Кафедра хімії та фармакогнозії
- Кафедра фармації, технології ліків та фармацевтичного менеджменту

Життя студентів КиМУ поза навчанням:
- Студентський парламент
- Телевізійна програма «Студентський квиток»
- Студентська газета Post Scriptum +
- Студентський театр «Ковчег»
- Наукові школи, студентські товариства та гуртки
- Спортивні секції
- Конкурс «Містерія КиМУ»

## Міжнародна співпраця
У межах міжуніверситетських угод університет співпрацює з вищим навчальним закладом Європейського Союзу, зокрема:
- Університет в Домброві Гурнічій (WSB University, Польща)

Співробітництво здійснюється за програмою «Подвійний диплом», випускники отримують європейський диплом.

## Видання
Збірники наукових праць: «Психологічні науки: проблеми і здобутки», «Педагогічна теорія і практика», «Проблеми міжнародних відносин», «Сучасні питання економіки і права», «Юридична освіта і наука».